# Discografia di Jake La Furia
La discografia di Jake La Furia, rapper italiano noto per la sua militanza nei Club Dogo, è composta da quattro album in studio (di cui uno in collaborazione con il rapper Emis Killa) e oltre trenta singoli, di cui oltre dieci incisi in qualità di artista ospite.
A essi vanno conteggiati diciassette video musicali pubblicati a partire dal 2013.

## Album in studio
| Anno                                                                          | Titolo | Classifiche | Classifiche | Certificazioni     |
| Anno                                                                          | Titolo | ITA         | SWI         | Certificazioni     |
| ----------------------------------------------------------------------------- | --- | ----------- | ----------- | ------------------ |
| 2013                                                                          | Musica commerciale - Pubblicato: 29 ottobre 2013 - Etichetta: Universal Italia - Formati: CD, 2 CD, download digitale, streaming | 2           | 68          | - ITA: Oro         |
| 2016                                                                          | Fuori da qui - Pubblicato: 22 aprile 2016 - Etichetta: Universal Italia - Formati: CD, download digitale, streaming              | 2           | 52          |                    |
| 2020                                                                          | 17 (con Emis Killa) - Pubblicato: 18 settembre 2020 - Etichetta: Epic - Formati: CD, LP, download digitale, streaming            | 1           | 30          | - ITA: Platino (2) |
| 2022                                                                          | Ferro del mestiere - Pubblicato: 17 giugno 2022 - Etichetta: Epic - Formati: CD, LP, download digitale, streaming                | 5           | —           |                    |
| 2025                                                                          | Fame - Pubblicato: 31 gennaio 2025 - Etichetta: Epic - Formati: CD, LP, download digitale, streaming                             | 3           | 17          |                    |
| "—" indica una pubblicazione non classificata o non pubblicata in quel paese. | |             |             |                    |

## Singoli

### Come artista principale
| Anno                                                                          | Titolo                                                 | Classifiche | Certificazioni     | Album di provenienza |
| Anno                                                                          | Titolo                                                 | ITA         | Certificazioni     | Album di provenienza |
| ----------------------------------------------------------------------------- | ------------------------------------------------------ | ----------- | ------------------ | -------------------- |
| 2013                                                                          | Inno nazionale                                         | 14          |                    | Musica commerciale   |
| 2013                                                                          | Gli anni d'oro                                         | 12          | - ITA: Oro         | Musica commerciale   |
| 2013                                                                          | Proprio come lei (feat. J-Ax)                          | —           |                    | Musica commerciale   |
| 2016                                                                          | El Chapo                                               | 68          |                    | Fuori da qui         |
| 2016                                                                          | Testa o croce (feat. Egreen)                           | 79          |                    | Fuori da qui         |
| 2016                                                                          | Fuori da qui (feat. Luca Carboni)                      | —           |                    | Fuori da qui         |
| 2016                                                                          | Ali e radici (feat. Fabri Fibra)                       | —           |                    | Fuori da qui         |
| 2016                                                                          | Me gusta (feat. Alessio La Profunda Melodia)           | —           | - ITA: Oro         | Fuori da qui         |
| 2016                                                                          | Non so dire no                                         | —           | - ITA: Oro         | Fuori da qui         |
| 2017                                                                          | El party (feat. Alessio La Profunda Melodia)           | 6           | - ITA: Platino (4) | /                    |
| 2018                                                                          | MMMH                                                   | 41          |                    | /                    |
| 2018                                                                          | Bandita                                                | 67          | - ITA: Platino     | /                    |
| 2018                                                                          | Non sentiamoci più                                     | 81          |                    | /                    |
| 2019                                                                          | F.A.K.E. (con Don Joe e Marracash)                     | 32          |                    | /                    |
| 2019                                                                          | 6 del mattino (feat. Brancar)                          | 42          | - ITA: Oro         | /                    |
| 2020                                                                          | Soldi dall'inferno (con Big Fish)                      | —           |                    | /                    |
| 2020                                                                          | Malandrino (con Emis Killa)                            | 39          | - ITA: Oro         | 17                   |
| 2020                                                                          | Medaglia (con Emis Killa)                              | 43          |                    | 17                   |
| 2020                                                                          | L'ultima volta (con Emis Killa feat. Massimo Pericolo) | 9           | - ITA: Platino     | 17                   |
| 2022                                                                          | L'amore e la violenza (feat. Paky e 8blevrai)          | 80          |                    | Ferro del mestiere   |
| 2022                                                                          | Senza niente da dire (feat. Ana Mena)                  | —           |                    | Ferro del mestiere   |
| "—" indica una pubblicazione non classificata o non pubblicata in quel paese. |                                                        |             |                    |                      |

### Come artista ospite
| Anno                                                                          | Titolo | Classifiche | Certificazioni     | Album di provenienza |
| Anno                                                                          | Titolo | ITA         | Certificazioni     | Album di provenienza |
| ----------------------------------------------------------------------------- | --- | ----------- | ------------------ | -------------------- |
| 2011                                                                          | Le leggende non muoiono mai (Don Joe e Shablo feat. Fabri Fibra, Jake La Furia, Noyz Narcos, Marracash, Gué Pequeno, J-Ax e Francesco Sarcina) | 68          |                    | Thori & Rocce        |
| 2016                                                                          | Better Call Paul (Ted Bee feat. Jake La Furia e DJyaner)                                                                                       | —           |                    | Phoenix              |
| 2016                                                                          | Le ultime occasioni (DJ Fede e Primo feat. Fred De Palma, Jack the Smoker, Caneda e Jake La Furia)                                             | —           |                    | /                    |
| 2017                                                                          | Gli occhi della Luna (Ex-Otago feat. Jake La Furia)                                                                                            | —           |                    | Marassi              |
| 2018                                                                          | Barracuda (Boomdabash feat. Fabri Fibra e Jake La Furia)                                                                                       | 63          |                    | Barracuda            |
| 2018                                                                          | Amore Zen (Le Vibrazioni feat. Jake La Furia)                                                                                                  | —           |                    | /                    |
| 2018                                                                          | 3G (Chadia Rodríguez feat. Jake La Furia) | —           |                    | Avere 20 anni        |
| 2019                                                                          | Non fa per me (Abe Kayn feat. Jake La Furia)                                                                                                   | —           |                    | Niente da perdere    |
| 2019                                                                          | Torcida (Big Fish feat. Jake La Furia, Fabri Fibra, Emis Killa e Chadia Rodríguez)                                                             | —           |                    | /                    |
| 2019                                                                          | Ferite (Neima Ezza feat. Jake La Furia) | —           |                    | /                    |
| 2020                                                                          | Una canzone come gli 883 (DPCM Squad) | —           |                    | /                    |
| 2020                                                                          | Mister (Jack the Smoker feat. Lazza e Jake La Furia)                                                                                           | —           |                    | Ho fatto tardi       |
| 2021                                                                          | Salsa (J-Ax feat. Jake La Furia) | 10          | - ITA: Platino (2) | SurreAle             |
| 2021                                                                          | Berlusconi (2nd Roof feat. Jake La Furia, Nitro e Speranza)                                                                                    | —           |                    | Rooftop Mixtape 1    |
| 2023                                                                          | Male più non fare (Ermal Meta feat. Jake La Furia)                                                                                             | —           |                    | /                    |
| 2024                                                                          | T10 (Silent Bob feat. Jake La Furia) | —           |                    | /                    |
| 2024                                                                          | Caricatori (8blevrai feat. Jake La Furia e Sacky)                                                                                              | —           |                    | /                    |
| 2024                                                                          | OG (Sick Budd feat. Jake La Furia e Il Ghost)                                                                                                  | —           |                    | /                    |
| 2025                                                                          | Nullatenente (Dargen D'Amico feat. Massimo Pericolo e Jake La Furia)                                                                           | —           |                    | /                    |
| "—" indica una pubblicazione non classificata o non pubblicata in quel paese. | |             |                    |                      |

## Altri brani entrati in classifica
| Anno | Titolo                                             | Classifiche | Album di provenienza |
| Anno | Titolo                                             | ITA         | Album di provenienza |
| ---- | -------------------------------------------------- | ----------- | -------------------- |
| 2025 | Back like Cooked Crack                             | 58          | Fame                 |
| 2025 | Diego Armando                                      | 60          | Fame                 |
| 2025 | Ambition                                           | 69          | Fame                 |
| 2025 | Money on My Mind (feat. Artie 5ive e Rose Villain) | 23          | Fame                 |
| 2025 | Viagra (feat. Kid Yugi)                            | 28          | Fame                 |
| 2025 | 64 No Brand                                        | 51          | Fame                 |
| 2025 | Cucchiaino (feat. Nerissima Serpe)                 | 72          | Fame                 |
| 2025 | Milano Bloody Money (feat. Ernia)                  | 75          | Fame                 |
| 2025 | Cocco24 (feat. Noyz Narcos, Papa V e Tony Boy)     | 46          | Fame                 |
| 2025 | Con uno sguardo (feat. Tony Boy)                   | 67          | Fame                 |
| 2025 | L'ultimo giorno del mondo (feat. Guè e Rkomi)      | 61          | Fame                 |
| 2025 | Generazioni (feat. Bresh)                          | 78          | Fame                 |

## Collaborazioni
| Anno | Titolo                                   | Artista/i | Album di provenienza                    |
| ---- | ---------------------------------------- | --- | --------------------------------------- |
| 1999 | Non tutto è oro                          | Zippo feat. Jake La Furia e Guè                                                                                   | La mia strada                           |
| 2004 | V.I.P.I.M.P.                             | Vacca feat. Jake La Furia                                                                                         | VH                                      |
| 2004 | La mia crew è                            | Bassi Maestro feat. Jake La Furia e Don Joe                                                                       | The Remedy Tape Vol. 1                  |
| 2005 | Boss!                                    | Guè feat. Vincenzo da Via Anfossi, Marracash e Jake La Furia                                                      | Hashishinz Sound Vol. 1                 |
| 2005 | Never Give Up                            | OneMic feat. Jake La Furia                                                                                        | Sotto la cintura                        |
| 2006 | Problemz                                 | Chief feat. Jake La Furia e Entics                                                                                | Crash Test Compilation Vol. 1           |
| 2006 | Seconda famiglia                         | Guè e DJ Harsh feat. Big P e Jake La Furia                                                                        | Fastlife Mixtape Vol. 1                 |
| 2006 | Il giustiziere della notte               | Rischio feat. Vincenzo da Via Anfossi, Marracash e Jake La Furia                                                  | Reloaded - Lo spettacolo è finito Pt. 2 |
| 2007 | Hardcore Pt. 2                           | Metal Carter feat. Jake La Furia                                                                                  | Cosa avete fatto a Metal Carter?        |
| 2008 | Quello che deve arrivare (arriva arriva) | Marracash feat. Vincenzo da Via Anfossi e Jake La Furia                                                           | Marracash                               |
| 2008 | Lettera a uno sbirro                     | Aban feat. Jake La Furia                                                                                          | La bella Italia                         |
| 2008 | Per me va bene                           | Big Aim e Yaky feat. Jake La Furia e Inoki                                                                        | Hagakure                                |
| 2008 | Sub Zero                                 | Sgarra feat. Jake La Furia e Vincenzo da Via Anfossi                                                              | Disco imperiale                         |
| 2008 | Slang                                    | Sgarra feat. Jake La Furia e Ted Bundy                                                                            | Disco imperiale                         |
| 2009 | Audience                                 | DJ Fede feat. Jake La Furia e Ted Bundy                                                                           | Original Flavour                        |
| 2009 | Uragano                                  | Bonnot feat. Jake La Furia e Nitto                                                                                | Intergalactic Arena                     |
| 2010 | Nelle vene/Stesso sangue                 | Rischio feat. Royal Mehdi, Jake La Furia e Luchè                                                                  | Sogni d'oro                             |
| 2010 | La roulette                              | Aban feat. Jake La Furia                                                                                          | Nessun rimorso                          |
| 2010 | Mi piace                                 | Co'Sang feat. Jake La Furia, Marracash e O'lank                                                                   | Poesia cruda mixtape Vol. 1             |
| 2010 | Milano male                              | Emis Killa feat. Jake La Furia                                                                                    | Champagne e spine                       |
| 2010 | Fino alla fine                           | Exo feat. Emis Killa, Daniele Vit, Ensi, Luchè, Surfa, Vacca & Jake la Furia                                      | /                                       |
| 2011 | Bastardi senza gloria                    | Ted Bee feat. Jake La Furia                                                                                       | Centodieci e lode                       |
| 2011 | La guerra dei poveri                     | Don Joe e Shablo feat. Jake La Furia e Nex Cassel                                                                 | Thori & Rocce                           |
| 2011 | Big!                                     | Guè feat. Entics, Ensi, Ntò, Marracash, Jake La Furia e Nex Cassel                                                | Il ragazzo d'oro                        |
| 2011 | Quando sarò morto...                     | Marracash feat. Fabri Fibra e Jake La Furia                                                                       | King del rap                            |
| 2011 | Reci-divo                                | J-Ax feat. Jake La Furia                                                                                          | Meglio prima (?)                        |
| 2011 | Occhi della tigre                        | Rasty Kilo feat. Jake La Furia e RapCore                                                                          | Scandalo                                |
| 2012 | Made in Italy                            | Franco Ricciardi feat. Jake La Furia e Ivan Granatino                                                             | Mixtape                                 |
| 2012 | Scrocchia-rapper                         | Guè feat. Ntò e Jake La Furia                                                                                     | Fastlife Mixtape Vol. 3                 |
| 2012 | Il cemento non è un fiore                | Fedez feat. Jake La Furia                                                                                         | Il mio primo disco da venduto           |
| 2013 | Bounce                                   | Aban feat. Jake La Furia                                                                                          | Ordinaria follia - The Good Side        |
| 2013 | Easy Boy                                 | Guè feat. Jake La Furia                                                                                           | Bravo ragazzo                           |
| 2014 | Ciao                                     | Deleterio feat. Marracash, Luchè e Jake La Furia                                                                  | Dadaismo                                |
| 2014 | Eutanasia                                | Gemitaiz e MadMan feat. Jake La Furia                                                                             | Kepler                                  |
| 2015 | Di tutti i colori                        | Emis Killa feat. Jake La Furia                                                                                    | Keta Music Vol. 2                       |
| 2015 | Top Player                               | MadMan feat. Jake La Furia                                                                                        | Doppelganger                            |
| 2015 | Trendsetter                              | Vacca feat. Jake La Furia                                                                                         | L'ultimo tango                          |
| 2016 | Glock Party                              | Nitro feat. MadMan e Jake La Furia                                                                                | Suicidol post mortem                    |
| 2016 | Rap in guerra (Don Joe remix)            | Fabri Fibra feat. Jake La Furia                                                                                   | Tradimento 10 anni (Reloaded)           |
| 2016 | Entro in Pass 2k16                       | Il Pagante feat. Jake La Furia                                                                                    | Entro in Pass                           |
| 2016 | Eldorado                                 | Le Scimmie feat. Jake La Furia                                                                                    | Eldorado                                |
| 2016 | Non è facile                             | Emis Killa feat. Jake La Furia                                                                                    | Terza stagione                          |
| 2017 | Meglio di no                             | Maruego feat. Jake La Furia                                                                                       | Tra zenith e nadir                      |
| 2018 | Più forte di me                          | Nerone feat. Jake La Furia                                                                                        | Entertainer                             |
| 2018 | Tocca a me                               | Vegas Jones feat. Jake La Furia                                                                                   | Bellaria: Gran turismo                  |
| 2019 | Avengers                                 | Nerone feat. Ensi e Jake La Furia                                                                                 | Gemini                                  |
| 2019 | Habla                                    | Junior Cally feat. Samurai Jay e Jake La Furia                                                                    | Ricercato                               |
| 2019 | 0 Like                                   | Night Skinny feat. Jake La Furia                                                                                  | Mattoni                                 |
| 2020 | RedNeck                                  | J-Ax feat. Jake La Furia                                                                                          | ReAle                                   |
| 2020 | Antiproiettile                           | Ntò feat. Jake La Furia                                                                                           | Nevada                                  |
| 2020 | Polvere e detriti                        | Dani Faiv feat. Jake La Furia                                                                                     | Scusate                                 |
| 2020 | Frère                                    | Young Rame feat. Jake La Furia                                                                                    | Le jeune Simba                          |
| 2020 | 5G                                       | Slait, Young Miles e Low Kidd feat. Nitro, Fabri Fibra e Jake La Furia                                            | Bloody Vinyl 3                          |
| 2021 | Dio non è sordo                          | Mace feat. Izi, Jack the Smoker e Jake La Furia                                                                   | OBE                                     |
| 2021 | Madunina                                 | Nerone feat. Emis Killa e Jake La Furia                                                                           | Maxtape                                 |
| 2021 | Il fiume Mystic                          | Enigma feat. Jake La Furia                                                                                        | Totem - episodio quattro                |
| 2021 | OK                                       | Ski & Wok feat. Jake La Furia                                                                                     | Rockstar 99                             |
| 2021 | Novanta                                  | TY1 feat. Samurai Jay e Jake La Furia                                                                             | Djungle                                 |
| 2021 | Motorino                                 | Giaime feat. Jake La Furia                                                                                        | Figlio maschio                          |
| 2021 | Come la prima volta                      | Sottotono feat. Stash e Jake La Furia                                                                             | Originali                               |
| 2021 | Calibro 9 RMX                            | Speranza feat. Jake La Furia                                                                                      | L'ultimo a morire (Deluxe)              |
| 2021 | Big Checks                               | Don Joe feat. Jake La Furia e Shiva                                                                               | Milano soprano                          |
| 2021 | I soldi degli altri                      | Emis Killa feat. Jake La Furia e Montenero                                                                        | Keta Music Vol. 3                       |
| 2021 | Street Movie                             | Emis Killa feat. Jake La Furia e RollzRois                                                                        | Keta Music Vol. 3                       |
| 2021 | Intro                                    | 2nd Roof feat. Jake La Furia                                                                                      | Rooftop mixtape 1                       |
| 2022 | Faccio cose                              | Sick Luke feat. Jake La Furia, Fabri Fibra e Izi                                                                  | X2                                      |
| 2022 | San Siro                                 | Il Pagante feat. Jake La Furia                                                                                    | Devastante                              |
| 2022 | Fuori città                              | Nashley feat. Jake La Furia                                                                                       | Osiride                                 |
| 2022 | Sotto zero                               | Axos feat. Jake La Furia                                                                                          | Manie                                   |
| 2022 | Fischio e tuta                           | Gianni Bismark feat. Jake La Furia                                                                                | Bravi ragazzi                           |
| 2022 | I soldi non esistono                     | Willie Peyote feat. Speranza e Jake La Furia                                                                      | Pornostalgia                            |
| 2022 | M.S.O.M.                                 | Salmo feat. Jake La Furia, Rose Villain e Night Skinny                                                            | Blocco 181 - Original Soundtrack        |
| 2022 | Prodotto                                 | Night Skinny feat. Ernia, Paky, Jake La Furia e Lazza                                                             | Botox                                   |
| 2022 | Kim Jong                                 | Deda feat. Jake La Furia, Emis Killa e Gemitaiz                                                                   | House Party                             |
| 2022 | Milano by Night                          | Inoki e DJ Shocca feat. Jake La Furia e Emis Killa                                                                | 4 mani                                  |
| 2023 | Leader                                   | Jamil feat. Jake La Furia                                                                                         | Flow                                    |
| 2023 | Rappresento                              | Mostro feat. Jake La Furia                                                                                        | The Illest Vol. 3                       |
| 2023 | Julian Ross                              | Don Joe feat. RollzRois, Less Torrance e Jake La Furia                                                            | Don dada                                |
| 2023 | Six Pack                                 | Ensi e Nerone feat. Nitro, Fabri Fibra, Jake La Furia e Gemitaiz                                                  | Brava gente                             |
| 2023 | Odio                                     | Carl Brave feat. Jake La Furia                                                                                    | Migrazione                              |
| 2023 | Ray Liotta (Goodfellas)                  | Emis Killa feat. Capo Plaza, Jake La Furia e Baby Gang                                                            | Effetto notte (l'alba)                  |
| 2023 | La Bibbia                                | Gemitaiz feat. Jake La Furia                                                                                      | QVC 10                                  |
| 2024 | Agente                                   | Baby Gang feat. Emis Killa e Jake La Furia                                                                        | L'angelo del male                       |
| 2024 | Come godo                                | Articolo 31 feat. Jake La Furia                                                                                   | Protomaranza                            |
| 2024 | Soprano                                  | MadMan feat. Jake La Furia                                                                                        | Lonewolf                                |
| 2024 | Marmocchio                               | Sadturs e Kiid feat. Papa V e Jake La Furia                                                                       | No Regular Music (Deluxe)               |
| 2024 | CNTNRS                                   | Night Skinny feat. Jake La Furia, Emis Killa, Kid Yugi, Tony Boy, Rasty Kilo, Guè, Paky, Nerissima Serpe & Papa V | Containers                              |
| 2025 | Lacrime del diavolo                      | 8blevrai feat. Jake La Furia                                                                                      | Freddo                                  |
| 2025 | Costolette                               | Nerone feat. Salmo e Jake La Furia                                                                                | Penkiller                               |
| 2025 | Ghettoblaster II                         | DJ Shocca feat. Jake La Furia, Izi, Stokka e Madbuddy                                                             | 60 Hz II                                |

## Video musicali
| Anno | Titolo                                       | Regista/i                       |
| ---- | -------------------------------------------- | ------------------------------- |
| 2013 | Musica commerciale                           | Fabio Berton e Andrea Rebuscini |
| 2013 | Gli anni d'oro                               | Fabio Berton                    |
| 2013 | Proprio come lei (feat. J-Ax)                | Fabio Berton                    |
| 2014 | Più forte                                    | Fabio Berton                    |
| 2014 | Fino a sanguinare                            | Fabio Berton                    |
| 2016 | El Chapo                                     | Igor Grbesic e Marc Lucas       |
| 2016 | Fuori da qui (feat. Luca Carboni)            | Trilathera                      |
| 2016 | Me gusta (feat. Alessio la Profunda Melodia) | Federico Fred Cangianiello      |
| 2016 | Non so dire no                               | Trilathera                      |
| 2017 | El party (feat. Alessio la Profunda Melodia) | Gianluca Calu Montesano         |
| 2018 | MMMH                                         | Fabrizio Conte                  |
| 2018 | Bandita                                      | Fabrizio Conte e DRUGA          |
| 2018 | Non sentiamoci più                           | Fabrizio Conte                  |
| 2019 | 6 del mattino (feat. Brancar)                | Fabrizio Conte                  |
| 2020 | Malandrino                                   | Christian Macari                |
| 2020 | L'ultima volta (feat. Massimo Pericolo)      | Damn Films                      |
| 2022 | Indiani e cowboy                             | Fabrizio Conte                  |